# Jean François Poncet

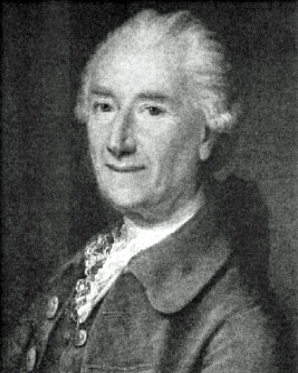
Jean François Poncet (1714–1804)

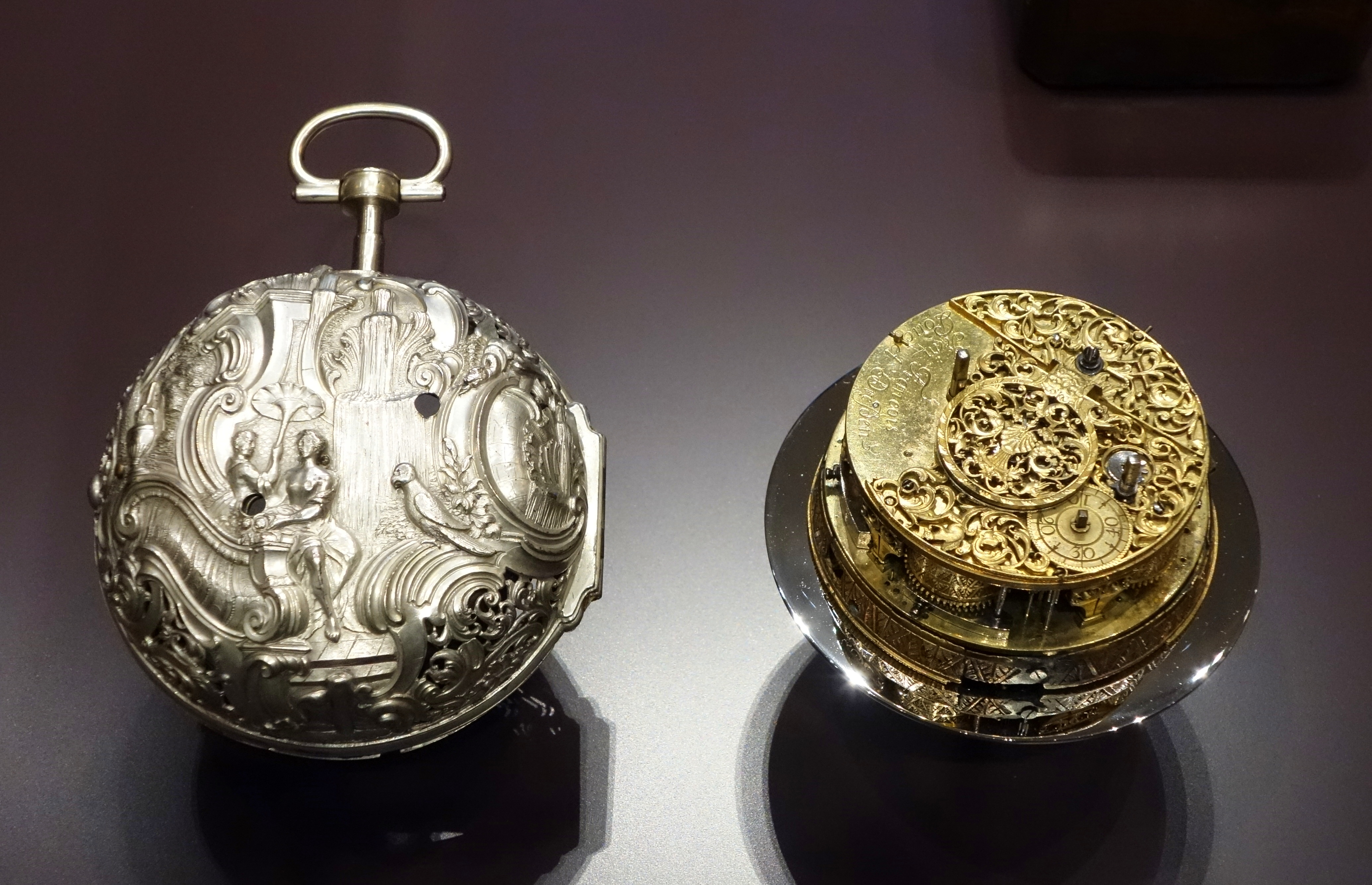
Kutschenuhr von Jean François Poncet (um 1765)

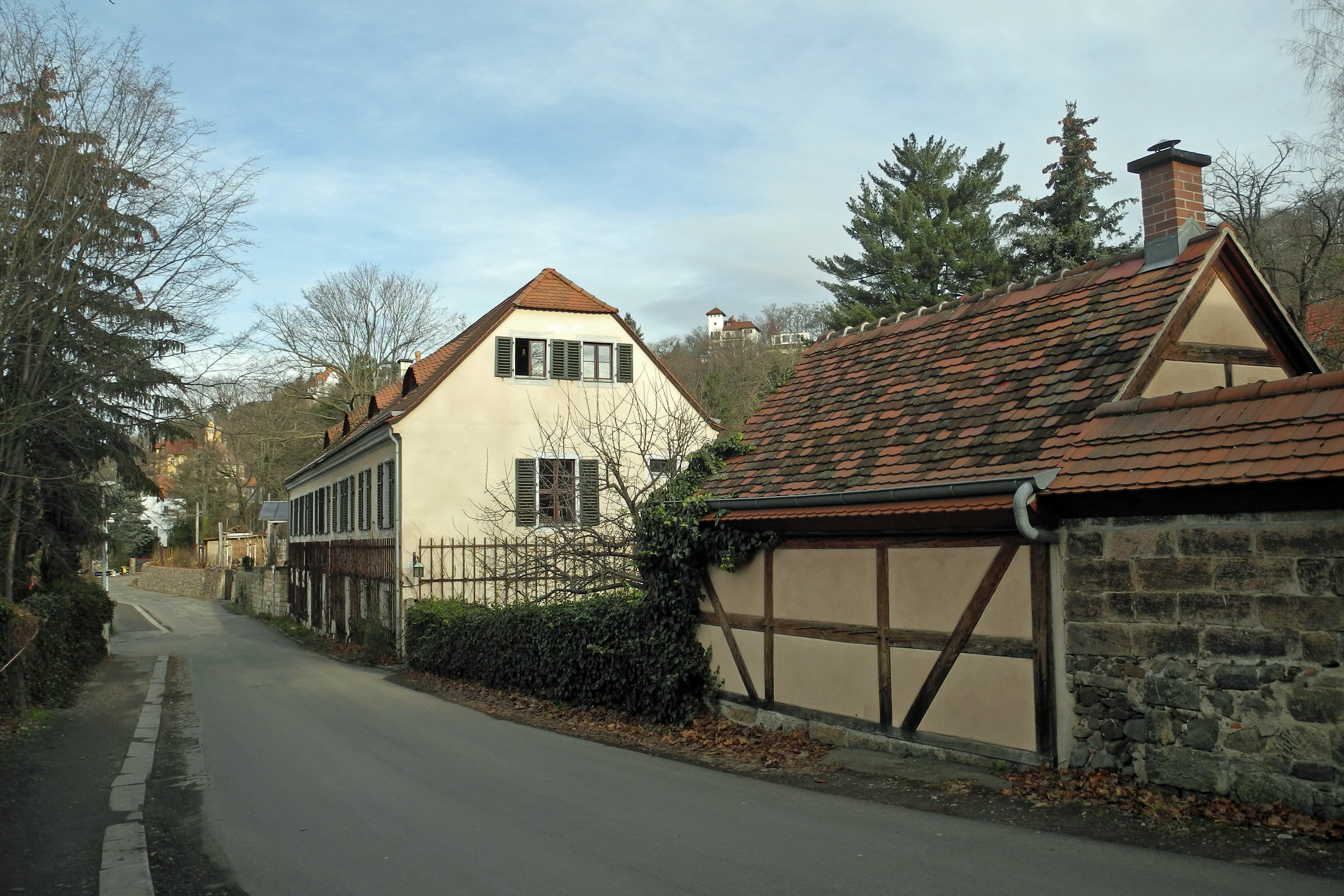
Poncetsche Herrenhaus mit Stallgebäude in Dresden-Loschwitz

Jean François Poncet, ab 1782 Jean François von Poncet, (* 10. Dezember 1714 in Genf; † 3. Juli 1804 in Loschwitz) war ein aus einer Genfer Hugenotten-Familie stammender Uhrmacher und Juwelier.

## Leben
Er war Sohn des Uhrmachermeisters Samuel Poncet (1680–1767) und dessen Ehefrau Anne Marie Poncet, geb. de Choudons (1687–1772) – und kam um 1735 (mit Anfang 20) nach Dresden, wo er fast 70 Jahre lebte und wirkte. Ab 1739 war er Hofuhrmacher von August III., König von Polen und Kurfürst von Sachsen, und später auch kurfürstlich-sächsischer Geheimkämmerer und Inspektor des Grünen Gewölbes in Dresden. Er hatte 1737 in Loschwitz Sophie Charlotte von Poncet, geb. Kauderbach (* 1717; † 11. Mai 1795 in Dresden) geheiratet und 1755 zusammen mit ihr ein Grundstück in den Loschwitzer Weinbergen erworben. Dort ließ er das nach ihm benannte  Poncetsche Herrenhaus errichten.
Poncet fertigte 1741/42 im Auftrag von August III. das Uhrwerk für die Turmuhr des  Hausmannsturm am Residenzschloss Dresden, deren Inbetriebnahme 1746 erfolgte und die 1945 zerstört wurde. Er wurde 1782 in Wien von Kaiser Joseph II. in den Adelsstand erhoben. Er starb in Loschwitz und wurde auf dem alten Kirchhof an der Loschwitzer Kirche beerdigt. Das Grab ist nicht erhalten.
Aus der Ehe gingen neun Kinder hervor:
- Christiane Charlotte Scholz, geb. von Poncet (1737–1816)
- Christian Samuel von Poncet auf  Rabstein (1739–1812), Hofjuwelier
- Johann Franz von Poncet (1744–1814), kgl. sächs. Oberst, Regimentskommandeur,[3] Besitzer der Glashütte in Friedrichshain/NL
- Friederike Sophie von Poncet (1743–1825), genannt Fritze
- Eleonora Friederike von Poncet (1743–1829), genannt Lore
- Johann Ludwig von Poncet (1746–1794), Dragoner-Leutnant, verheiratet, zwei Kinder[4]
- Heinrich Benjamin von Poncet (1747–1806)
- Jacob David von Poncet (1749–1820), kgl. sächs. Prem.-Leutnant,[5] Gutsbesitzer in Wohla (Oberlausitz)[6]
- Carl Paul von Poncet (1753–?)

Die beiden Töchter Fritze und Lore lebten bis zu ihrem Tode im Poncetschen Herrenhaus in Loschwitz. Der Landrat Julius Eduard von Poncet war ein Enkel.

## Werke (Auswahl)

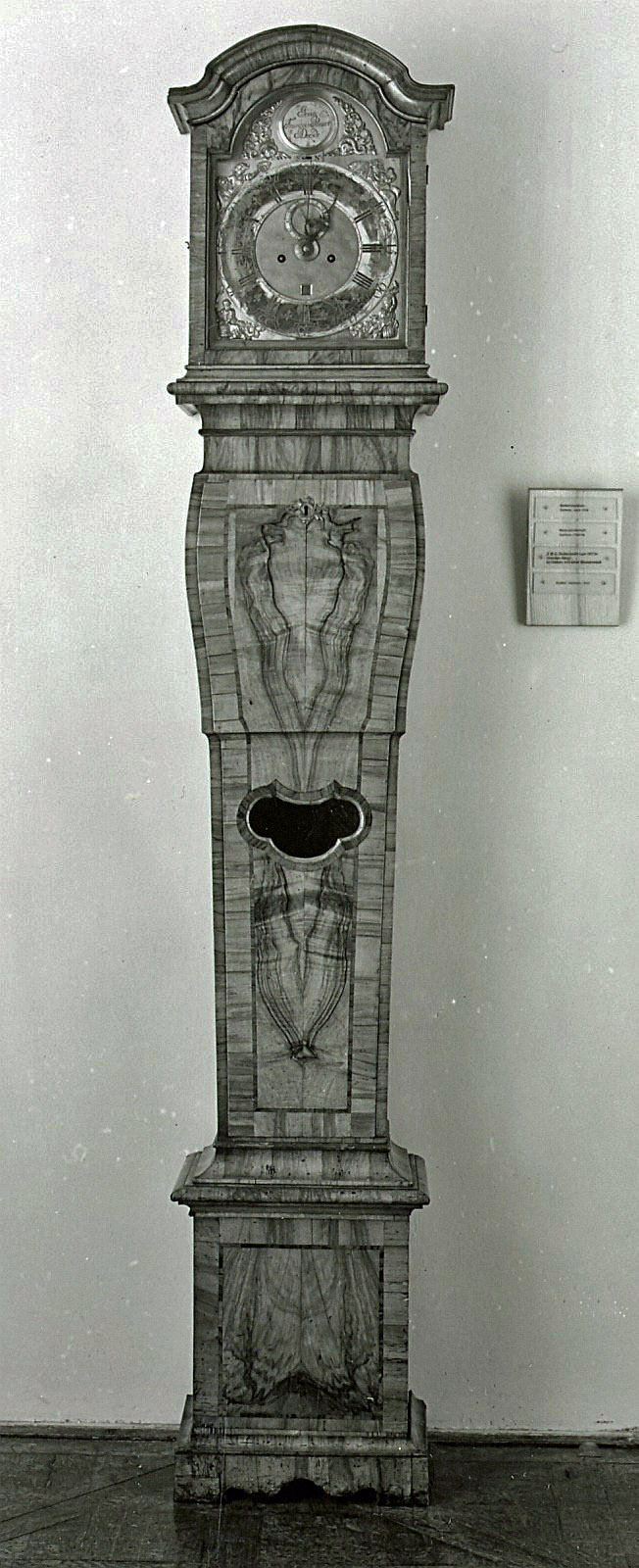
Standuhr

Von Poncet sind noch einige Exemplare von wertvollen Taschen- und Kutschenuhren in Privatbesitz, Uhrensammlungen und Museen erhalten. Meist handelt es sich um kostbare Sackuhren in Edelsteingehäusen und Satteluhren in silber-getriebenen Gehäusen, u. a. auch eine goldene Taschenuhr mit weißem Emailzifferblatt und einem Gehäuse aus Meißner Porzellan mit Miniatur-Watteau-Szenen (um 1760).
- Kutschenuhr (um 1765)[8]
- Bodenstanduhr (nach 1735),[9] Abmessungen: 232,5 × 45,0 × 25,5 cm (im Kunstgewerbemuseum Dresden). Provenienz: Kam nach dem 8. Mai 1945 infolge der  Bodenreform aus der Schlossbergung vom Schloss Glossen zu den Dresdner Sammlungen.
- Taschenuhr (um 1765),[10] Abmessungen: Durchmesser = 4,0 cm; Dicke = 2,4 cm; Gewicht = 97 g (im Mathematisch-Physikalischen Salon Dresden).

## Genealogie
- Gothaisches Genealogisches Taschenbuch der Briefadeligen Häuser 1914. Achter Jahrgang, Justus Perthes, Gotha 1913, S. 717 f.